# Ustersbach
Koordinati:  48°19′N, 10°39′E
Ustersbach je občina na Bavarskem; spada pod Verwaltungsgemeinschaft Gessertshausen.